# Gürgən-Pirallahı
Gürgən-Pirallahı ist eine Stadtgemeinde im Rayon (Bezirk) Pirallahı (2012 aus Xəzər ausgegliedert) der aserbaidschanischen Hauptstadt Baku. Sie liegt am Ostende der Halbinsel Abşeron und hat eine Bevölkerung von 14.060. Die Gemeinde setzt sich aus den Orten Gürgən und Pirallahı zusammen. Pirallahı befindet sich auf der gleichnamigen Insel.